# Krauss-Maffei
Il gruppo Krauss-Maffei è una società tedesca e marchio storico dell'industria europea con sede a Monaco di Baviera.
La società attuale è dall'aprile 2016 facente parte di un consorzio della cinese ChemChina e del fondo cinese statale Guoxin International.
La Maffei, già celebre fabbrica tedesca di locomotive con sede in Monaco di Baviera fondata nel 1836 e che operò in maniera indipendente per circa un secolo, fu acquisita dalla Krauss in seguito alla crisi economica degli anni trenta dando vita alla Krauss-Maffei. Dopo ulteriori settant'anni di attività una nuova fusione con Demag e Mannesmann avvenuta nel 1999 condusse all'incorporazione in Siemens AG.
Fra le eredi delle originarie compagnie che formarono il gruppo rimangono, con stabilimenti nella medesima zona di Monaco-Allach:
- la Krauss-Maffei Wegmann, attiva nei sistemi di difesa.
- la fabbrica di locomotive della Siemens AG con la società Siemens Mobility.

## Settori di attività
Il gruppo è leader mondiale nella produzione di macchinari e attrezzature per la plastica e la gomma; tra i marchi posseduti, Netstal e KraussMaffei Technologies realizzano macchine per stampaggio a iniezione e a reazione, KraussMaffei Berstorff sistemi per lo stampaggio a estrusione.
Un ulteriore comparto in cui l'azienda fu attiva è quello dell'iniezione di materie plastiche, con macchinari destinati a tale funzione prodotti a partire dal 1957. Nel 1964 fu acquisita la Eckert & Ziegler GmbH, che operava nel medesimo settore e nel 1986 la relativa divisione fu separata acquisendo il nome di Krauss Maffei Plastics Engineering e nel 2000 i relativi prestigiosi marchi.
Dal 1957 l'attività dell'azienda è dunque focalizzata sui processi di stampaggio ad iniezione sebbene la storia del marchio sia legata a una ben nota produzione di veicoli ferroviari, stradali e ad uso bellico.

### Trasporto ferroviario

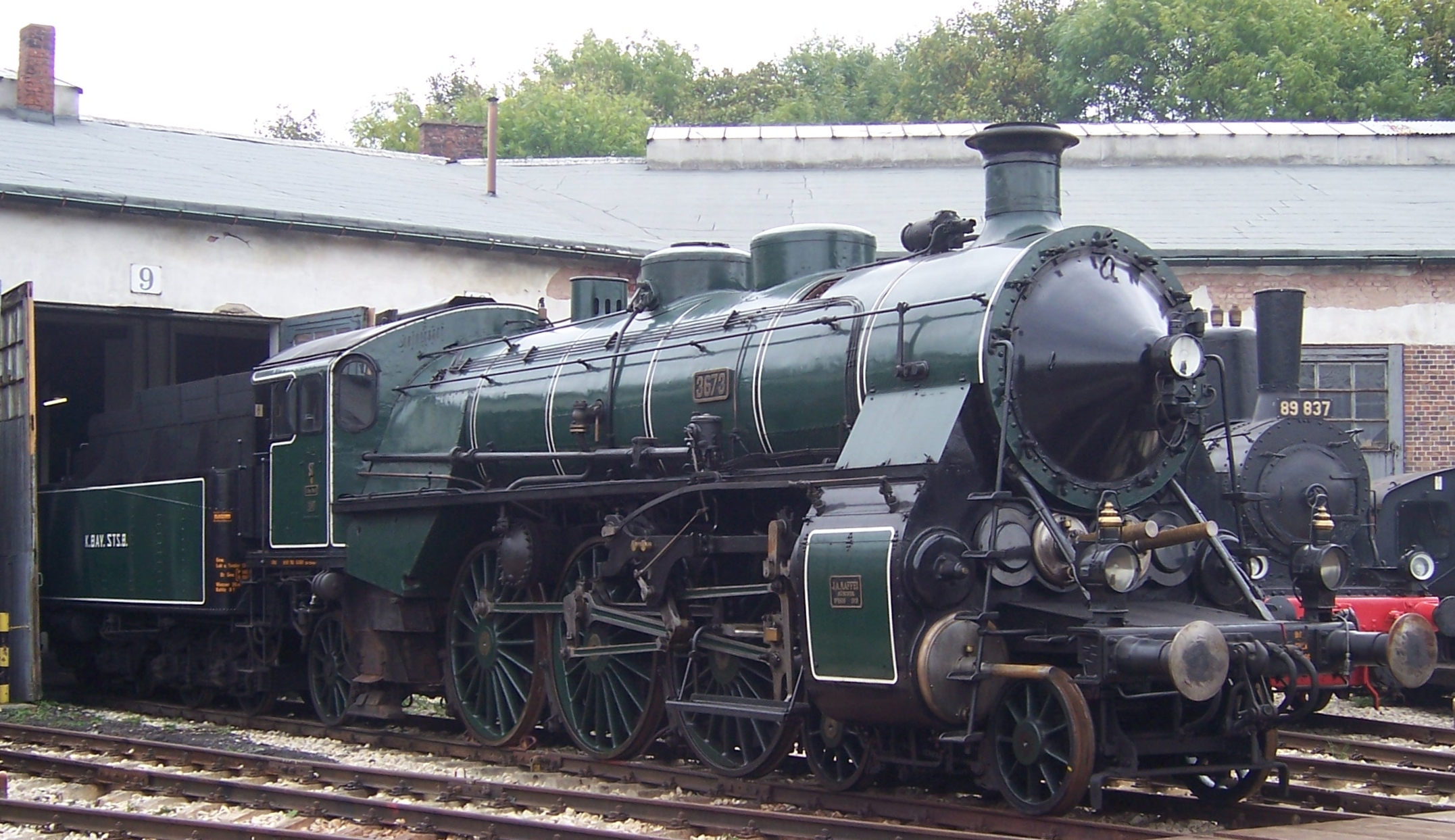
La S 3/6 nel Bayerisches Eisenbahnmuseum

Nata come J.A. Maffei e votata alla produzione di locomotive a vapore che la caratterizzò fino a dopo la seconda guerra mondiale, l'azienda allargò la propria attività ad altri mezzi di trasporto, a partire dalla costruzione di natanti: presso il lago di Starnberg Maffei impiantò un sito produttivo che varò un primo battello a vapore, denominato Maximilian cui fecero seguito, al 1926, ulteriori 43 unità analoghe.
Nel 1970 Krauss-Maffei fu coinvolta nello sviluppo del treno monorotaia Transrapid 03 e nel 1976, su un percorso di prova lungo 2400 metri, nei test del Transrapid 04. Un altro circuito di prova da 900 metri era stato precedentemente realizzato presso lo stabilimento per i test del Transrapid 02, assieme a un banco prova per il medesimo veicolo; entrambe tali strutture furono demolite nei primi anni ottanta.
La divisione locomotive, dal 1999 Siemens Krauss Locomotive GmbH, dal 2001 fu incorporata nella Siemens AG. Dall'avvio della produzione nell'allora Allacher Lokomotiv nel 1920 al 2015, sono state prodotte in totale circa 22.000 locomotive.

### Autobus e veicoli pesanti
Maffei dal 1908 produsse anche generatori di vapore e dal 1927 avviò la produzione di veicoli stradali a motore su licenza francese. Anche Krauss aveva intrapreso, alla fine degli anni venti, la costruzione di camion in collaborazione con la una società svizzera.
Dopo la seconda guerra mondiale alla Krauss-Maffei fu affidata dall'amministrazione militare americana la produzione di autobus, motivo per cui venne mantenuta la fabbrica di Monaco-Allach: il 14 novembre 1945: fu emesso l'ordine di 200 veicoli che diede origine a un settore che negli anni si ampliò portando nel 1960 alla costituzione di un'importante area di business. parallelamente fu comunque ripresa l'attività di riparazione e costruzione di locomotive e trattori.
La prima serie di autobus prodotti aveva motorizzazione posteriore con raffreddamento ad aria. Dopo la prova del prototipo, avvenuta il 19 febbraio 1946, dall'autunno del medesimo anno fu avviata la produzione di serie di tali veicoli da 97 kW denominati "KMO 130". A causa della difficile approvvigionamento dei materiali non fu inizialmente possibile i numerosi ordinativi, (fino al 20 gennaio 1947 risultavano prodotte solo 190 unità), situazione migliorata in seguito alla riforma monetaria del 1948.
In tale processo la Krauss-Maffei si limitò inizialmente alla costruzione del telaio, mentre le carrozzerie erano fornite dalla Josef Rathgeber a Monaco di Baviera, dal 1948 Kässbohrer Fahrzeugwerke. Dal 1949 la produzione proseguì con i KMO 131 e 132 soppiantati nel 1950 dai KMO 133). Sempre nel 1950 venne prodotto il primo autobus tedesco con cambio automatico, il "Diwabus 200 D" della Voith. Uscì di fabbrica altresì il primo proprio motore Diesel, a due tempi e 6 cilindri, a firma KMD 6. Sei autobus adottarono tali motori posteriori montati (serie KMO 140), mentre in altri due, il propulsore era alloggiato sul lato sinistro davanti all'assale posteriore (Mittelmotorbus KMO 142). Questi ultimi due, equipaggiati con carrozzeria Westwaggon, furono forniti alla Stadtwerke Dortmund come unità 35 e 36.
In collaborazione con la Nordwestdeutschen Fahrzeugbau GmbH (NWF) di Wilhelmshaven, Krauss-Maffei fu coinvolta nella produzione degli autobus leggeri KML 90 e KML 110 il cui progetto si avvalse del noto ingegnere aeronaitico Henrich Focke; tali veicoli si caratterizzavano per la struttura reticolare autoportante ed un basso coefficiente aerodinamico. Dal 1954 la produzione delle scocche KML venne stata effettuata presso la Krauss.

### Armamenti

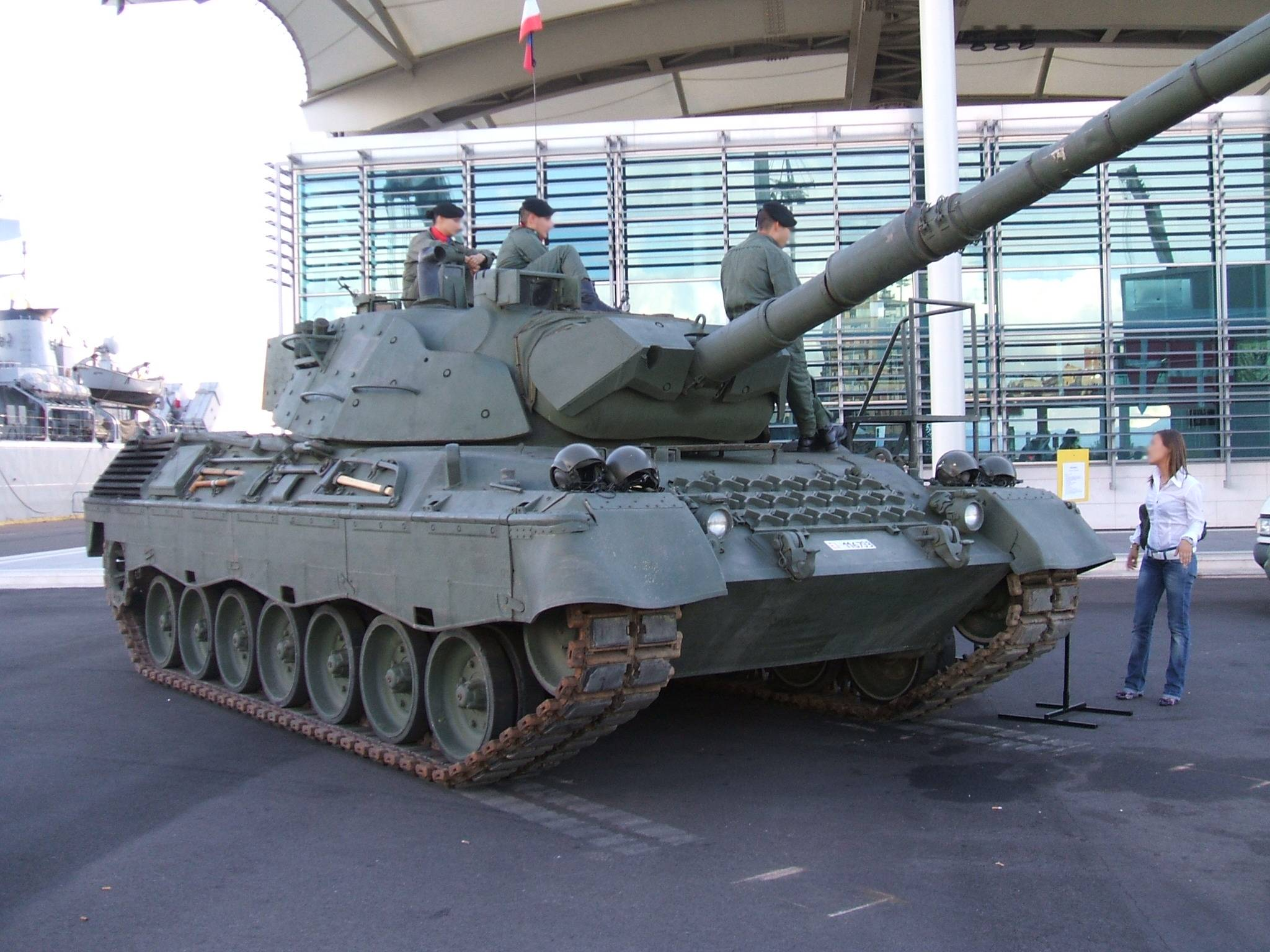
Leopard 1A5 dell'Esercito italiano

La catena di montaggio di veicoli blindati fu avviata a partire dal 1930. Durante la seconda guerra mondiale cessò la produzione completamente alla produzione militare a, in particolare quella di carriarmati, Krauss arrivò a produrre nel 1934-1944 più di 5.800 semicingolati per la Wehrmacht. Tale produzione includeva altresì quella di cambi e trasmissioni su licenza ZF Friedrichshafen e Maybach-Motorenbau.
Dopo la pausa postbellica ed il riarmo la produzione riprese caratterizzandosi soprattutto per i carri armati, tra i quali spiccavano i noti modelli Leopard 1, Gepard (dal 1976) e, dal 1979, Leopard 2. In questo settore la cooperazione con la Wegmann vide quest'ultima quale fornitore di torrette per i carri Krauss-Maffei.
Fra gli altri prodotti di questo tipo figuravano inoltre sistemi per veicoli da combattimento, sistemi di difesa aerea artiglieria, nonché veicoli blindati da ricognizione e trasporto. In totale furono prodotti più di 10.000 carri Leopard.
La divisione Krauss Difesa Technology GmbH venne fusa nel 1999 con la società Wegmann & Co. di Kassel nella Krauss-Maffei Wegmann (KMW). La collaborazione tra Wegmann e Krauss esisteva già decenni prima della fusione.

## Storia

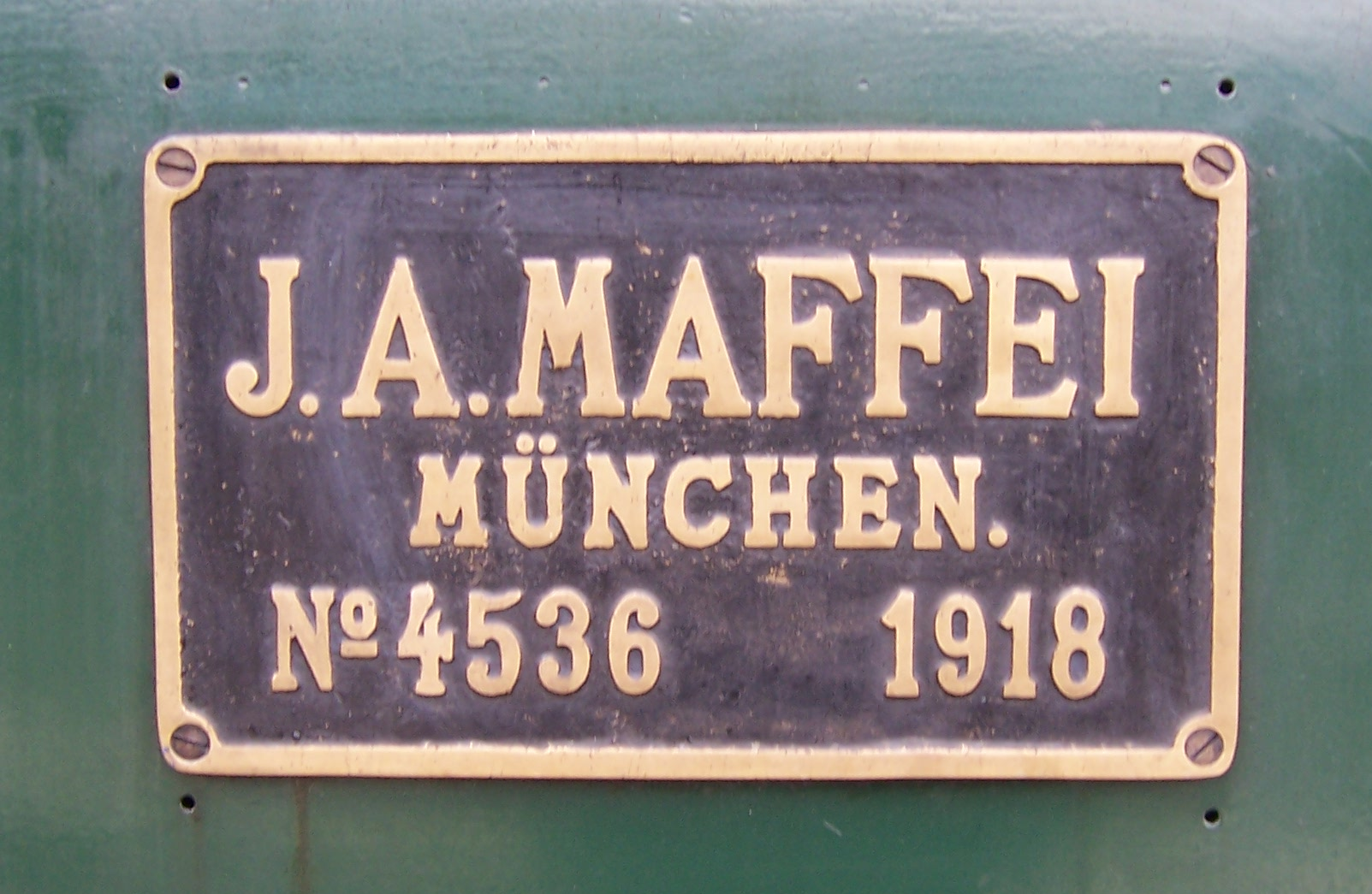
Targa su una locomotiva S 3/6

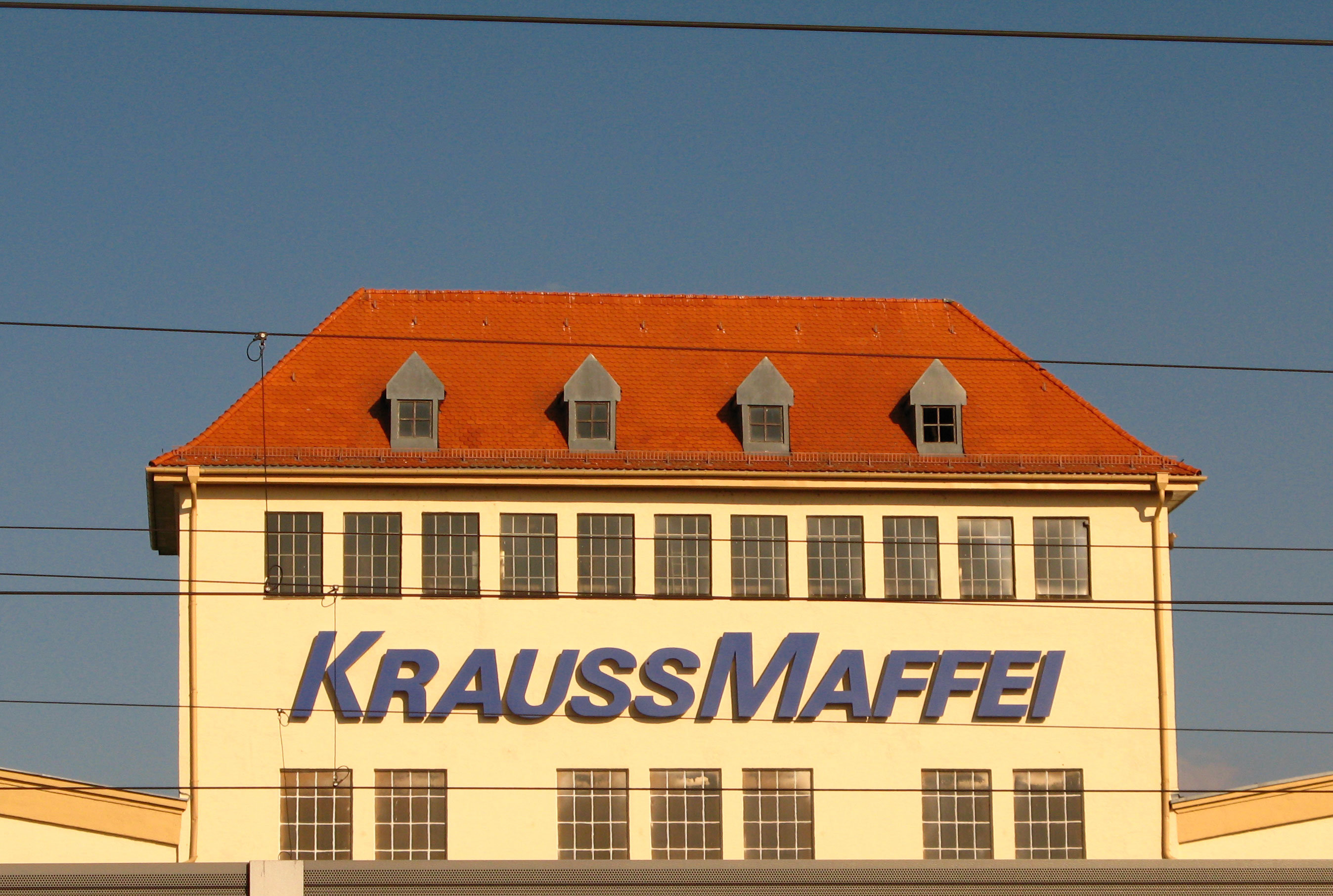
Insegna presso lo stabilimento di Allach

La fabbrica venne fondata nel 1836 da Joseph Anton von Maffei con il nome J.A. Maffei nella zona denominata Englischer Garten a Monaco di Baviera ed iniziò a produrre locomotive a vapore di ogni tipo divenendo in breve una delle più note aziende del settore. Già nel 1864 aveva costruito 500 locomotive.
Lo stesso Maffei fu coinvolto, come imprenditore, nella costruzione della ferrovia Monaco-Augusta e supportò Johann Ulrich Himbsel nella realizzazione della Monaco-Starnberg.
Nel 1864 la Maffei consegnò la cinquecentesima locomotiva a vapore prodotta confermando la vocazione di costruttore di questo tipo di unità alcune delle quali divennero famose, come la Locomotiva Bavarese S2/6, che nel 1907 registrò il record tedesco di velocità di 154,5 km/h o la l'elegante e potente S3/6, alcune delle quali conservate presso i musei dei trasporti di Monaco di Baviera e Norimberga.

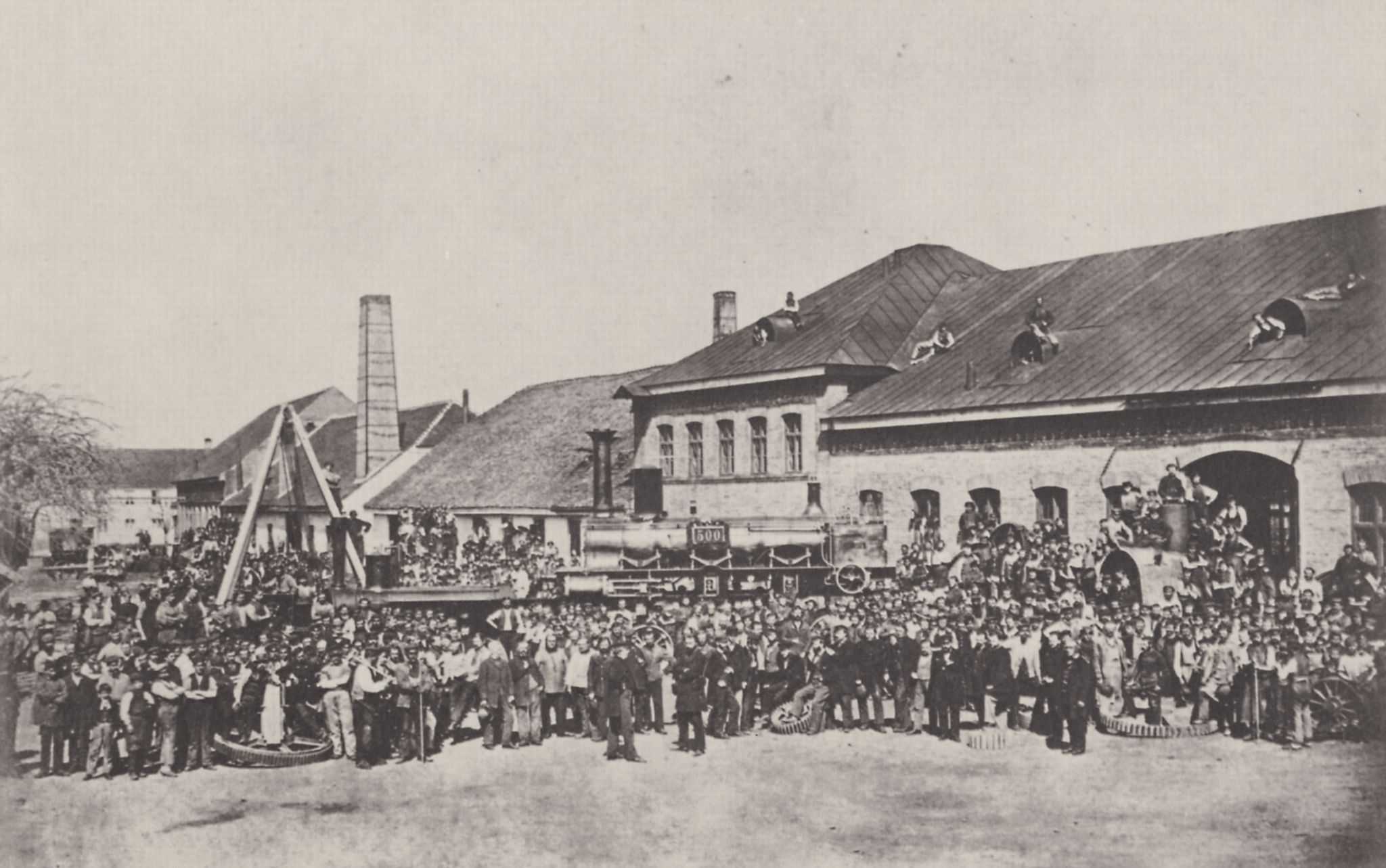
Celebrazioni della cinquecentesima locomotiva nel 1864

A causa delle crisi degli anni trenta la J. A. Maffei dichiarò bancarotta cedendo il proprio stabilimento nel 1931 alla Krauss Co. (fondata ad Allach nel 1860) che con il nuovo nome di Krauss-Maffei divenne il principale produttore tedesco di locomotive. Dopo la fusione uno degli stabilimenti venne dismesso per ospitare in seguito un museo e un'esposizione.
Gradualmente passata dalla produzione di vaporiere a quella di locomotive elettriche, alla fine degli anni settanta la Krauss-Maffei intraprese lo sviluppo del sistema di treni a levitazione magnetica Transrapid.
Parallelamente, dal secondo dopoguerra l'azienda divenne uno dei maggiori produttori tedeschi di carri armati e mezzi bellici semoventi.
Negli anni la società passò al gruppo Buderus, con sede Wetzlar per poi essere gradualmente acquisita, nel periodo fra il 1989 e il 1996 dalla Mannesmann, fino alla sua fusione, avvenuta nel 1999 con un'altra controllata di quest'ultima, denominata Mannesmann Demag AG, diventando Mannesmann Demag Krauss Maffei AG.
Quest'ultima fu a sua volta ceduta, nell'ambito dell'acquisizione di Mannesmann da parte di Vodafone, a Siemens passando dapprima ad Atecs Mannesmann AG, una holding industriale di Siemens, per poi essere venduta alla società di private equity statunitense KKR del 2002; nel 2005 l'intero gruppo KKR passò alla società di investimento Madison Capital Partners a Chicago.
Dal 1999 avvenne la fusione di Krauss-Maffei con Demag e Mannesmann dando vita a un nuovo soggetto societario che a sua volta confluì nella Siemens AG.
Nel 2016, fu ceduta al gruppo chimico cinese ChemChina.

## Dati societari
Nel settembre 2012 la proprietà della società passò all'investitore finanziario canadese Onex Corporation.
Nei primi mesi del 2016, il gruppo KraussMaffei è stato venduto per 925 milioni di euro alla compagnia statale cinese China National Chemical Corporation (ChemChina) che si è impegnata a conservare i marchi Krauss, Krauss Berstorff e Netstal; il prezzo di acquisto risulta il più alto in assoluto pagato da una società cinese per l'acquisizione di una società tedesca.
La KraussMaffei Technologies GmbH, già Mannesmann Plastics Machinery GmbH ha rischiato nel 2013 la chiusura del proprio impianto di Treuchtlingen, che nel 2015 impiegava circa 150 operai a causa della volontà manifestata dalla proprietà di trasferire la produzione e l'assemblaggio di macchine per lo stampaggio a iniezione a Monaco di Baviera e presso la slovacca Sučany.
Ulteriori società del gruppo sono la KraussMaffei Automation GmbH e la Burgsmüller GmbH.